# Miraç Kal
Miraç Kal (7 de agosto de 1987) es un ciclista profesional turco que profesional desde 2011 y que compite con el equipo Torku Sekerspor.

## Palmarés
| 2009 - 1 etapa del Tour de Egipto - 3º en el Campeonato de Turquía Contrarreloj 2010 - 1 etapa del Tour de Tracia 2012 - Campeonato de Turquía en Ruta | 2013 - 3º en el Campeonato de Turquía en Ruta 2014 - 3º en el Campeonato de Turquía Contrarreloj |